# Vasalampi
Vasalampi är en sjö i Finland. Den ligger i kommunen Kittilä i landskapet Lappland, i den norra delen av landet, 800 km norr om huvudstaden Helsingfors. Vasalampi ligger 228,1 meter över havet. Arean är 12,3 hektar och strandlinjen är 1,74 kilometer lång. Sjön  ingår i Kemi älvs huvudavrinningsområde. 